# Riu Garona
Riu Garona este o arie protejată (arie specială de conservare — SAC, sit de importanță comunitară — SCI) din Spania întinsă pe o suprafață de 212,75 ha, integral pe uscat.

## Localizare
Centrul sitului Riu Garona este situat la coordonatele 42°44′13″N 0°44′29″E / 42.7369°N 0.7414°E.

## Înființare
Situl Riu Garona a fost declarat sit de importanță comunitară în septembrie 2006 pentru a proteja 30 de specii de animale. Situl a fost protejat și ca arie specială de conservare în decembrie 2013.

## Biodiversitate
Situată în ecoregiunea alpină, aria protejată conține 10 habitate naturale: Pajiști cu Molinia pe soluri calcaroase, turboase sau argilos-nămoloase (Molinion caeruleae), Păduri pe pante, grohotișuri și ravene de Tilio-Acerion, Păduri de stejar sau de stejar și carpen sub-atlantice și medio-europene de Carpinion betuli, Pajiști uscate europene, Fânețe de joasă altitudine (Alopecurus pratensis, Sanguisorba officinalis), Ape oligotrofe din câmpii nisipoase, cu un conținut foarte redus de minerale (Littorelletalia uniflorae), Pante stâncoase silicioase cu vegetație casmofită, Păduri aluvionare cu Alnus glutinosa și Fraxinus excelsior (Alno-Padion, Alnion incanae, Salicion albae), Râuri de munte și vegetația lor lemnoasă cu Salix elaeagnos, Galerii de Salix alba și de Populus alba.
La baza desemnării sitului se află mai multe specii protejate:
- păsări (14): fluierar de munte (Actitis hypoleucos), rață mare (Anas platyrhynchos), Certhia brachydactyla, mierla de apă (Cinclus cinclus), porumbel gulerat (Columba palumbus), prepeliță (Coturnix coturnix), vânturel roșu (Falco tinnunculus), cinteză (Fringilla coelebs), găinușă de baltă (Gallinula chloropus), capîntortură (Jynx torquilla), sfrâncioc roșiatic (Lanius collurio), gaia roșie (Milvus milvus), pițigoi de brădet (Periparus ater), pănțărușul (Troglodytes troglodytes)
- mamifere (8): Galemys pyrenaicus, vidră de râu (Lutra lutra), liliac cu aripi lungi (Miniopterus schreibersii), liliac cu urechi de șoarece (Myotis blythii), liliacul mediteranean cu potcoavă (Rhinolophus euryale), liliacul mare cu potcoavă (Rhinolophus ferrumequinum), liliacul mic cu potcoavă (Rhinolophus hipposideros), urs brun (Ursus arctos)
- nevertebrate (6): Austropotamobius pallipes, croitorul mare al stejarului (Cerambyx cerdo), fluturele de noapte (Eriogaster catax), fluturele auriu (Euphydryas aurinia), rădașcă (Lucanus cervus), Rosalia alpina
- pești (2): Cobitis calderoni, Cottus hispaniolensis

Pe lângă speciile protejate, pe teritoriul sitului au mai fost identificate 4 specii de amfibieni, 12 specii de mamifere, 1 specie de pești, 4 specii de reptile.